# الأب الروحي (مسلسل)
الأب الروحي مسلسل تلفزيوني درامي مصري من إنتاج سنة 2017. يُعرض على قناة دي إم سي. المسلسل من بطولة محمود حميدة، سوسن بدر، أحمد عبد العزيز، أحمد فلوكس. من تأليف هاني سرحان، وإخراج بيتر ميمي، وإنتاج ريمون نسيم مقار.

## القصة
تدور أحداث المسلسل عن عائلة كبيرة يسيطر عليها الأب زين العطار الذي يجسد دورة الفنان محمود حميدة، والذي له عدد كبير من الأبناء منهم من يعيش معه في المنزل عدا اثنين واحد منهم يعيش في ملجأ والآخر شخص عدواني. ويسرد المسلسل علاقة هذا الأب بأبنائه، وكذلك علاقته مع عصابات السلاح والمهربين.

## طاقم العمل
- محمود حميدة
- سوسن بدر
- أحمد فلوكس
- أحمد عبد العزيز
- ميرهان حسين
- عايدة رياض
- محمد عادل (ممثل)
- أدم محمد هاني
- لطفي لبيب
- حسنى شتا
- مي سليم
- أحمد راتب
- دياب
- سناء شافع
- إيهاب فهمي
- إيهاب فهمي
- محمود الجندي
- فاروق فلوكس
- الشحات مبروك
- رامي وحيد
- محمود عامر
- كارولين عزمي
- هند عبد الحليم
- كيرا الصباح
- روان الغابة
- عمر الشناوي
- باهر النويهي
- محمد عز

## قنوات العرض
- دي إم سي
- دي إم سي دراما
- سي بي سي
- سي بي سي دراما

## هوامش
- المسلسل مستوحى من الفيلم العالمي (العراب The Godfather)
- يعود من خلاله محمود حميدة للدراما فقد غاب عنها وانشغل بالسينما منذ عام 2013 بمسلسل ميراث الربح
- قرر مخرج العمل بيتر ميمي ان يسلم إخراج الجزء الثاني للمخرج المنفذ للجزء الأول وهو تامر حمزة
- تم الاستعانة بوحدة تصوير ثانية وذلك لإنهائه قبل موعد عرضه
- يتكون المسلسل من 5 أجزاء، ويتكون كل جزء من 60 حلقة ليكون مجمل حلقات المسلسل 300 حلقة
- صرحت قناة MBC في أحد برامجها ان محمود حميدة سيظهر في أول سبع حلقات من المسلسل فقط
- حصل المسلسل على هجوم قبل عرضه بسبب اقتباس المسلسل من سلسلة Godfather وعدم الثقة في ان يكون المسلسل بمستوى الثلاثية العظيمة ولكن بعد عرضه حصل المسلسل على ردود فعل ايجابية جدا منذ الحلقة الأولى سواء على التأليف أو الاخراج أو الاكشن أو الإنتاج أو اداء الممثلين وبالأخص اداء محمود حميدة واحمد عبد العزيز واحمد فلوكس واحمد راتب وايهاب فهمي
- إنتاج المسلسل يُعد الأضخم عربيًا من ناحية التصوير والمعدات المستخدمة في التصوير وكذلك يعد من الأضخم في أجور ممثليه [9]